# Alstom LHB Coradia LINT

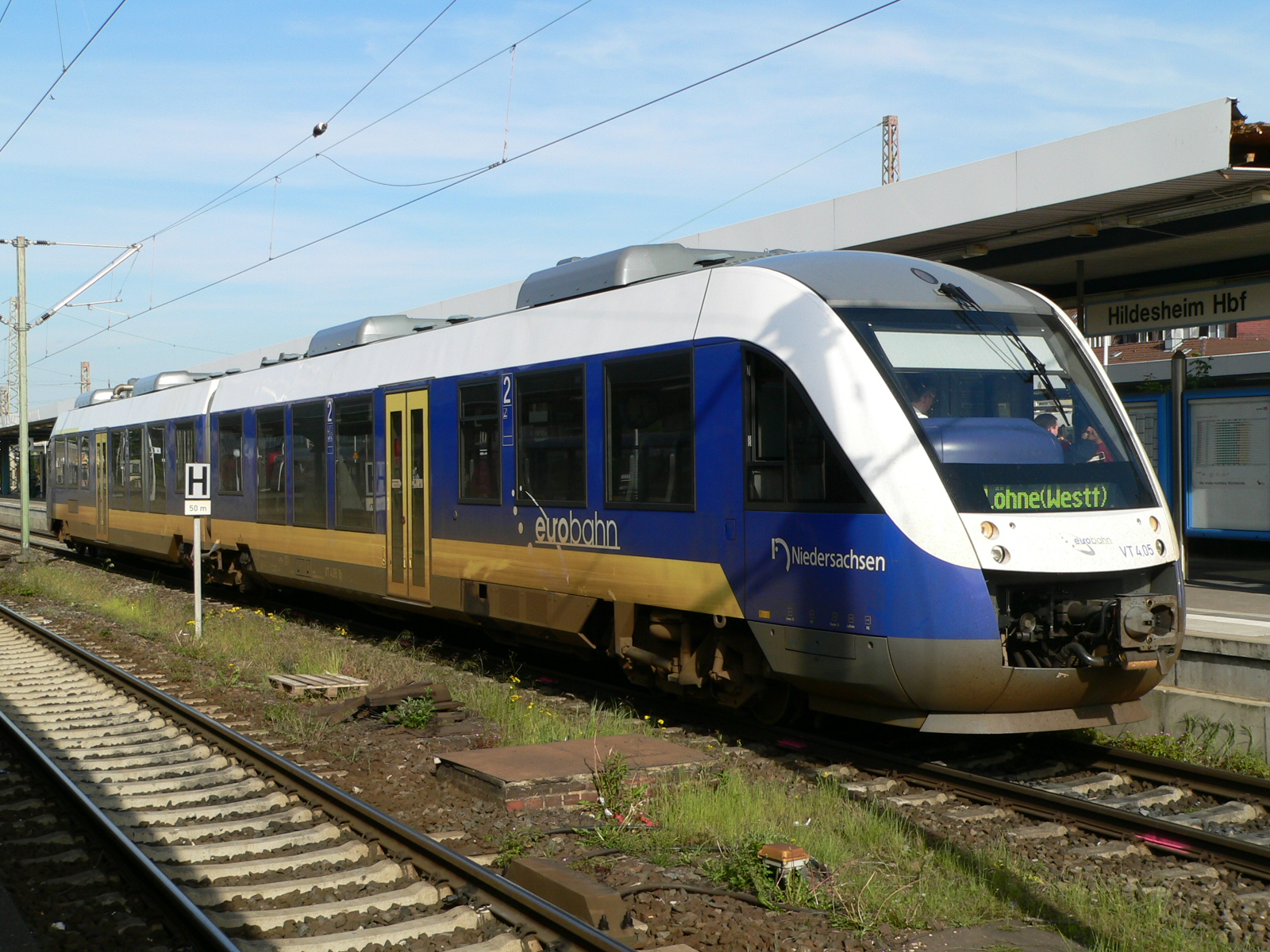
Automotrice Coradia LINT 41

Pour les articles homonymes, voir Lint.
L'Alstom LHB Coradia LINT est un élément automoteur à énergie embarquée (Diesel-hydraulique ou hydrogène-électrique), à une ou plusieurs caisses, fabriqué par Alstom. Il permet de constituer des rames automotrices régionales en unités multiples. Le sigle LINT correspond à l’abréviation en allemand de « Leichter Innovativer Nahverkehrstriebwagen » en français : « autorail léger innovant de transport local ».

## Histoire
Ces autorails ont été conçus par l’entreprise Linke-Hofmann-Busch (LHB) et depuis le rachat de LHB par Alstom, ils sont commercialisés sous le nom d’Alstom Coradia. Ils ont pour caractéristique une très forte capacité d'accélération qui les rend performants sur les petites lignes au tracé sinueux. En effet, ils permettent de compenser le temps perdu dans les courbes serrées grâce à leur accélération en sortie de virage. 
Certains d'entre eux sont équipés à l'intérieur de distributeurs automatiques de billets.
La dénomination des modèles correspond à la longueur des véhicules : 
- le modèle à caisse unique LINT 27 a une longueur de 27,26 mètres ; de type B'2', il est répertorié en série 640 par la Deutsche Bahn.
- le modèle articulé à deux caisses LINT 41 a une longueur de 41,89 mètres ; de type B'(2')B', il est répertorié en série 648 par la Deutsche Bahn.
- le modèle à deux caisses sur 4 bogies LINT 54 a une longueur de 54,27 mètres ; la série 622 par la Deutsche Bahn est de type B’2’+B’B’, alors que le Erixx est bimoteur de type B’2’+2’B’.
- le modèle à trois caisses sur 6 bogies LINT 81 a une longueur de 80,92 mètres ; de type B’2’+B’2’+B’B’, il constitue la série 620 par la Deutsche Bahn.

## Lint 27

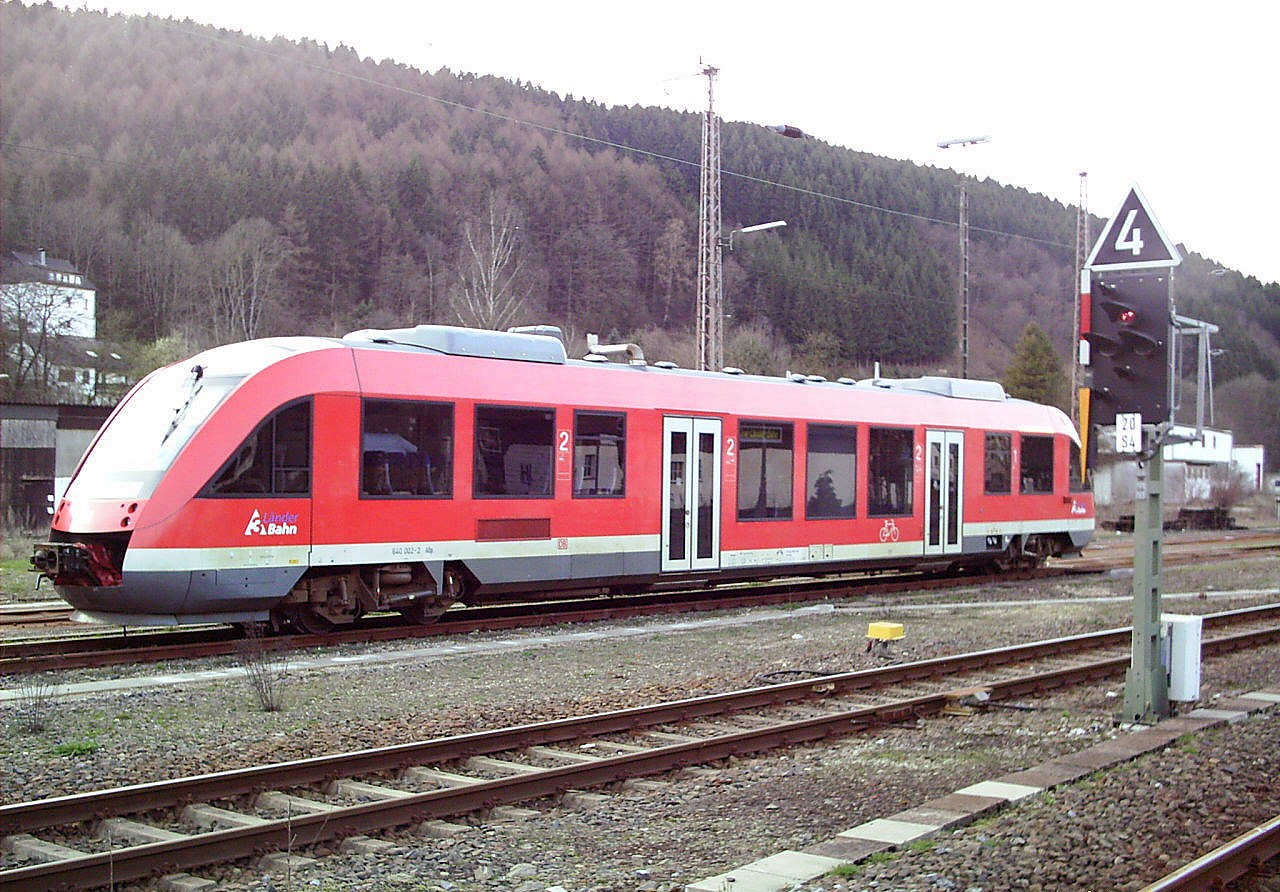
LINT 27

Il s'agit d'un autorail à caisse unique de type B'2' d’une puissance de 315 kW avec une vitesse maximale de 120 km/h. Chaque train dispose de 52 places en 2e classe, 8 en 1re classe, et 13 sièges relevables.
Ces trains ont d’abord été principalement utilisés sur des lignes non électrifiées Rhénanie-du-Nord-Westphalie.

## Lint 41

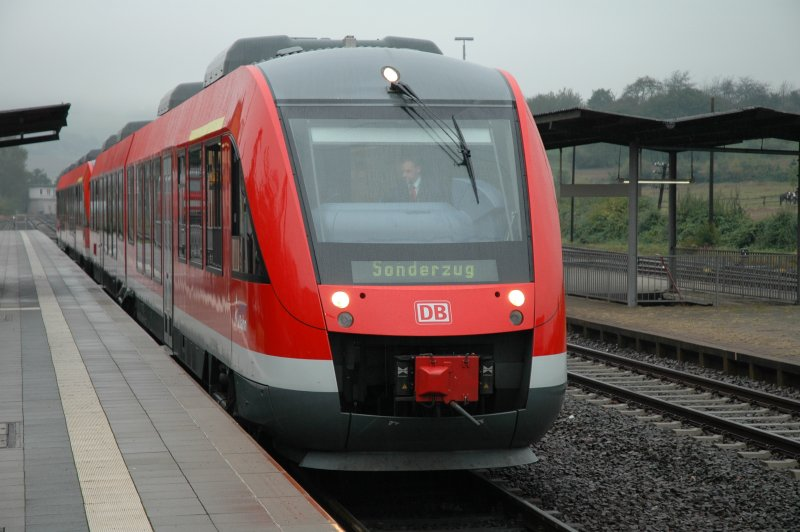
LINT 41

Il s'agit d'un autorail articulé à 2 caisses de type B'(2')B' disposant chacune d'une puissance de 315 à 390 kW selon les versions. Ces trains ont d’abord servi sur les lignes non électrifiées de Rhénanie-du-Nord-Westphalie. Ils ont aussi été adoptés par d’autres pays européens comme le Danemark où ils sont exploités par des compagnies privées telles que Arriva et  Hovedstadens Lokalbaner, ainsi que dans les provinces orientales des Pays-Bas, où ils sont exploités par Syntus. D'ailleurs, six rames sont utilisées sur la Ligne Trillium, dans le réseau O-Train d'OC Transpo au Canada, où elles ont remplacé les rames de Bombardier Talent en 2015. 51 rames de ce type ont été commandées en avril 2016 par Abellio, filiale de Nederlandse Spoorwegen, pour des lignes régionales en Saxe-Anhalt.

## Lint 54
Commandé par Netinera en septembre 2012 ou par DB Regio NRW en décembre 2013, les Lint 54 et 81 sont des automotrices thermiques non articulées à respectivement deux et trois caisses mais présentant une grande communalité d'exploitation.
Le Lint 54 dispose de trois groupes Diesel de 390 kW, deux pour le modèle exploité par Erixx.

## Lint 81

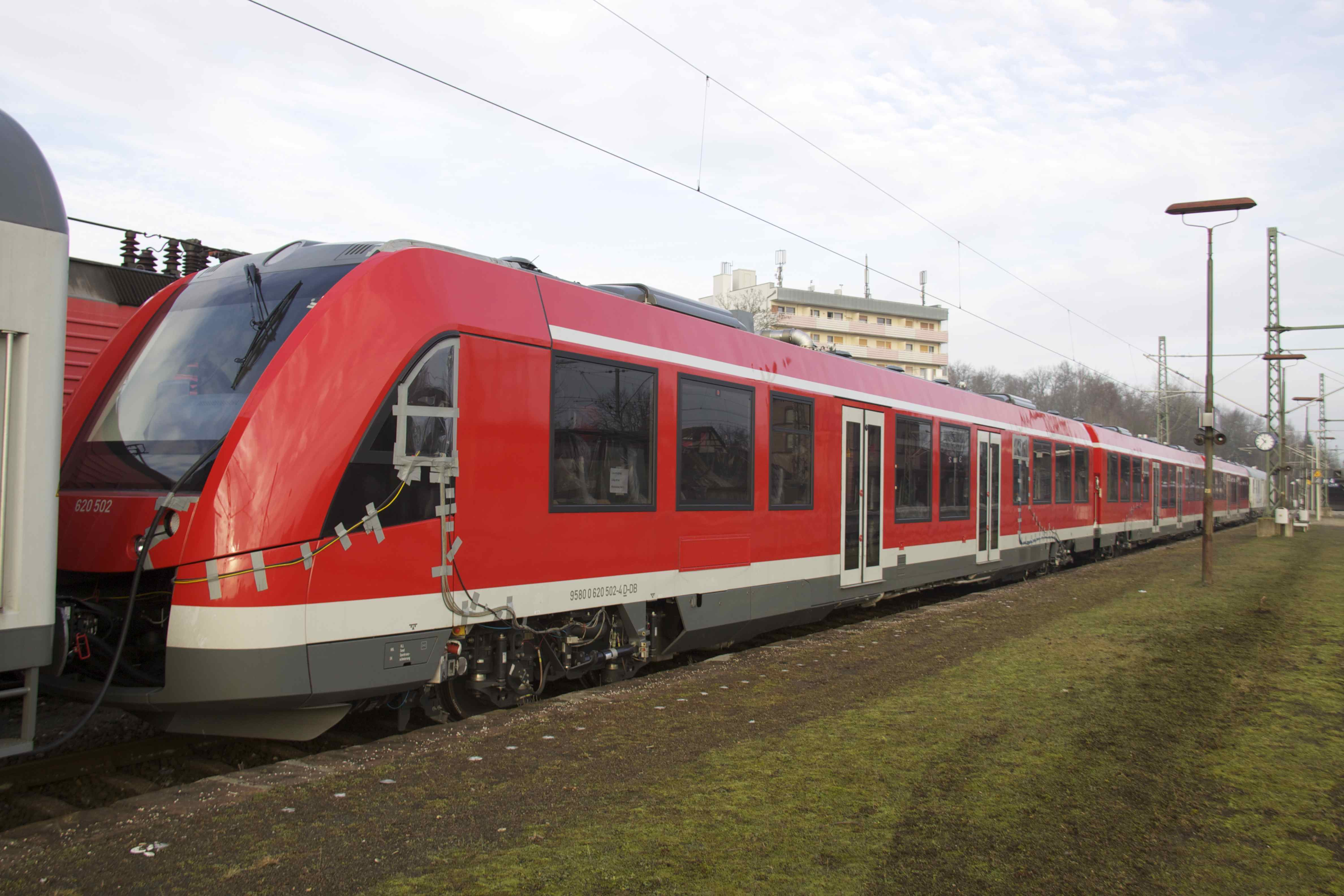
Le Lint 81

Le Lint 81 est la version à trois caisses du Lint 54. Il dispose de quatre groupes Diesel de 390 kW et d'une disposition d'essieu de type B’2’+B’2’+B’B’ (4 bogies moteurs).

## iLint

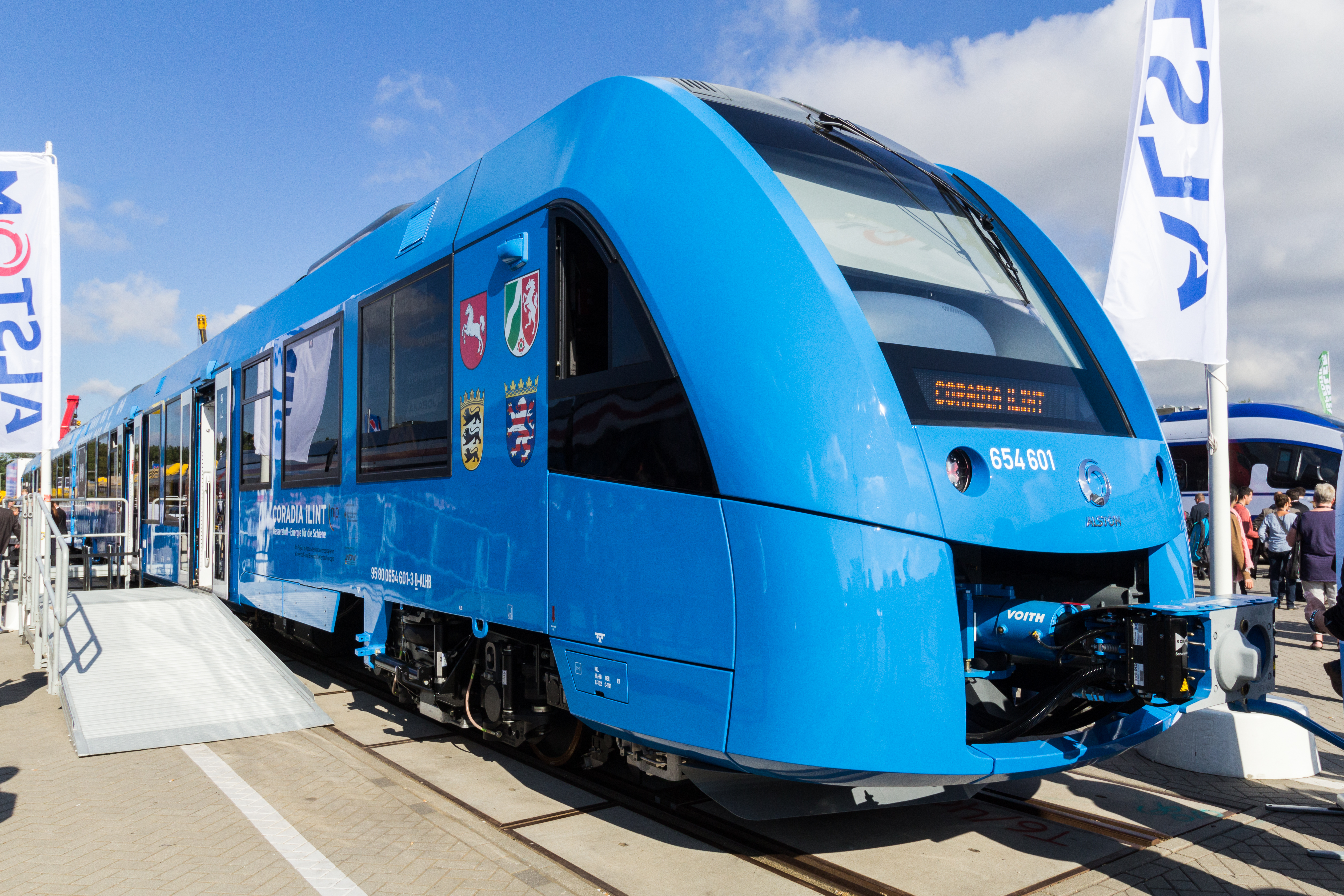
Alstom Coradia iLint à l'InnoTrans 2016

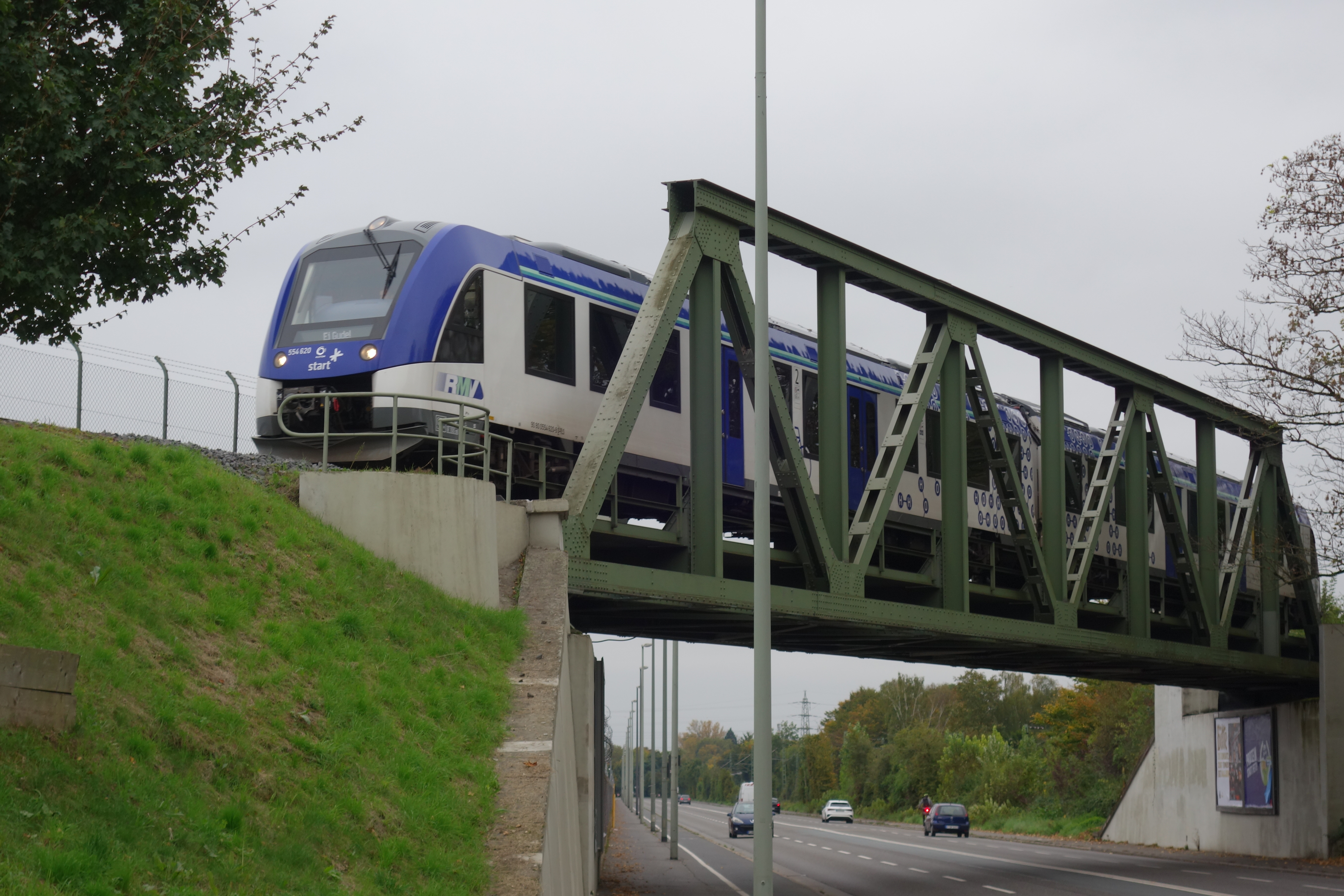
iLint en route vers la station-service à hydrogène dans le parc industriel Höchst 2024

Présenté le 20 septembre 2016 au salon InnoTrans de Berlin, le Coradia iLint fonctionne à l'hydrogène. Le lancement de ce matériel dérivé du Coradia Lint 54, fait suite à la signature, en 2014, de lettres d’intention avec les landers de Basse-Saxe, Rhénanie-du-Nord-Westphalie, Bade-Würtemberg, et l’Autorité des transports publics de Hesse, en vue de l’utilisation d’une nouvelle génération de trains à zéro émission en exploitation. Ce train permet d'éviter les émissions de CO2 (si le site de production de l'hydrogène le fait aussi). Le groupe thermique est remplacé par une pile à hydrogène alimentant les moteurs de traction électriques au travers d'accumulateurs tampon lithium-ion disposés sous les caisses alors que les réservoirs de dihydrogène sous pression sont aménagés en toiture. La pile à combustible produit de l'électricité en oxydant le dihydrogène avec le dioxygène de l'air, une réaction qui produit de l'eau. Les accumulateurs permettent de lisser les appels de puissance des moteurs et se rechargent lors des phases de freinage.
Le 9 novembre 2017, la société des transports de Basse-Saxe (LNVG) signe un contrat avec Alstom pour l'achat de 14 autorails iLint. Ce contrat prévoit la maintenance de ces véhicules à Bremervörde et la livraison d'hydrogène pour trente ans par Linde. Ils seront construits sur le site de Salzgitter. Ces trains devront avoir une autonomie de 1000 km pour une vitesse de pointe de 140 km/h. Il s'agit de la première commande en série pour des autorails fonctionnant à l'hydrogène. La société des transports de Basse-Saxe a été aidé par l'État fédéral a hauteur de 84 millions d'euros dans le cadre du programme d'innovation pour les technologies de l'hydrogène et des piles à combustible (NIP2). Deux d'entre eux sont entrés en service le 17 septembre 2018.
On annonce des essais au premier trimestre de 2020 dans la province de Groningue aux Pays-Bas.
Un test grandeur nature est effectué en février 2023 sur une ligne ouverte au trafic dans la région Centre-Val-de-Loire ,. Le train circulera aussi sur le chemin de fer Charlevoix au Québec à partir de juin 2023, pour une période d’essai de trois à quatre mois, son premier en Amérique du Nord.